# Digitalis striolatus
Digitalis striolatus är en insektsart som beskrevs av Liu och Zhang 2002. Digitalis striolatus ingår som enda art i släktet Digitalis och familjen dvärgstritar. Inga underarter finns listade i Catalogue of Life.